# Mechitharine
Mechitharine (Mechitharine Kloster Likör ) è un liquore alle erbe aromatiche prodotto dai monaci mechitaristi armeni di Vienna. Il liquore è preparato secondo una ricetta segreta contenente erbe, radici e frutti: gli ingredienti precisi e la ricetta rimangono segreti. La produzione di mechitharine iniziò nel 1889, e viene prodotto ancora oggi e venduto dai monaci mechitaristi.

## Storia
Il mechitharine è stato menzionato per la prima volta in un manoscritto armeno risalente al 1680. Prima della commercializzazione di massa, fu prodotto dai monaci di Modone, in Grecia, dal 1701 al 1715. La produzione di liquori seguì il percorso dei monaci mechitaristi sfollati. Il Mechitharine fu prodotto a Venezia (1717-1773) poi a Trieste (1773-1810) e infine a Vienna dal 1811.
Secondo un articolo pubblicato l'8 gennaio 2018 sul quotidiano tedesco Die Zeit, le ricette segrete delle sei varietà di Mechitharine sono considerate parzialmente perse, a seguito della morte di uno dei padri armeni responsabili della sua produzione. L'unico padre sopravvissuto con la conoscenza delle ricette di produzione è affetto da una demenza avanzata, che lo rende incapace di addestrare un fratello minore nell'arte di creare il liquore. Il monastero prevede di avere scorte sufficienti per i prossimi due anni e l'attuale cantiniere sta lavorando per ricostruire le ricette utilizzando i registri degli acquisti e l'analisi chimica. 

## Tipi
Il Mechitharine è disponibile in sei gusti con diversi gradi di dolcezza: "Edelsüß" (prezioso-dolce), "süß" (dolce), "Halbbitter" (mezzo amaro), Bitter, Edelbitter e Cordiale.